# Volucella surda
Volucella surda är en tvåvingeart som beskrevs av Charles Howard Curran 1928. Volucella surda ingår i släktet humleblomflugor, och familjen blomflugor. Inga underarter finns listade i Catalogue of Life.